# Adhola jezik
Adhola jezik (dhopadhola, ludama, jopadhola; ISO 639-3: adh), jedan od šest južnih luo jezika, šire nilotske skupine, kojega govore pripadnici etničke grupe Budama (Dhopadhola) u distriktu Tororo, na središnjem dijelu istočne Ugande.
360 000 govornika (2002); 247 577 (1986).

## Vanjske poveznice
- Ethnologue (15th)